# Chesterfield, New Hampshire
Chesterfield är en kommun (town) i Cheshire County i delstaten New Hampshire, USA med cirka 3 604 invånare (2010).